# دومنیکو مونترونه
دومنیکو مونترونه (انگلیسی: Domenico Montrone؛ زادهٔ ۱ مهٔ ۱۹۸۶) ورزشکار روئینگ اهل ایتالیا است.
وی در مسابقات کشوری و بین‌المللی در مجموع برندهٔ ۱ مدال طلا، ۲ مدال نقره، ۱ مدال برنز شده‌است.